# Ramón Arroyo Cisneros
Ramón Arroyo Cisneros nació en La Habana, Cuba en el 30 de agosto de 1904, de su padre Eduardo Arroyo, español, y su madre Amparo Cisneros, criolla nacida en Cuba de padres españoles. Fue bachiller en Letras y Ciencias en el Instituto de segunda enseñanza de La Habana; se formó como periodista en la Escuela Profesional de Periodismo de La Habana y estudio Leyes en la Universidad de La Habana. Comenzó su carrera profesional en 1919, apenas con 15 años de edad, como caricaturista del diario “La Prensa” de La Habana. De ahí en adelante su vida fue de actividad creativa amplia y continua. En La Habana, fue caricaturista político del diario “El Heraldo” ; caricaturista y redactor humorístico fue el alma del semanario “La Semana”, desde donde ejerció una feroz crítica al gobierno de Machado, que le costó el exilio de Cuba. Fue fundador y director de los semanarios satíricos “Karicato” (1929) y “El Loco” semanario demente, y del diario “Novedades”, también director de la revista mensual “Estampas”. Tuvo gran popularidad en la década del cincuenta, siendo considerado uno de los mejores cultores de la gráfica humorística de esos años. 
Estuvo en Nueva York entre los años 1931 a 1937, donde fue colaborador y caricaturista de la revista mensual “Cine Mundial”, colaborador del diario ”La Información” y director del semanario humorístico “El Farol”. A su paso por México en 1937, colaboró en la revista “Cine Reporter” y administrador de la revista “Frente a Frente”; en la Secretaría de Educación se desempeñó como profesor de dibujo y modelado en las Escuelas Nocturnas para Trabajadores. En 1939, en Los Ángeles, California, fue director artístico de la revista “Cinelandia” y dibujante en los estudios de Walt Disney en la creación del personaje el “Gato Félix”. En la misma ciudad de Los Ángeles desde 1940 a 1946, fungió como attaché del Consulado de Cuba y como agregado comercial Honorario de su país. En la Revista “Bohemia” de amplia difusión tuvo una presencia relevante desde 1946 a 1968. 
De 1959 a 1960 fue Segundo Jefe de Prensa y Relaciones Públicas del Ministerio de Estado en Cuba.
“Arroyito”, como ya se le conocía, llegó a Puerto Rico a finales de 1963 y trabajó en la Administración Central de la Universidad de Puerto Rico bajo la presidencia de Jaime Benítez, y en el diario “El Nuevo Día” hasta el final de su vida.
Incursionó también en el campo de la publicidad. Redactó textos e hizo dibujos en la Organización Técnica Publicitaria en La Habana.
Falleció el 23 de mayo de 1984. Sus restos reposan en el cementerio del Viejo San Juan, en Puerto Rico.

## Exposiciones Colectivas
Desde 1923 participó en exposiciones colectivas como el Tercer Salón de Humoristas de la Asociación de Pintores y Escultores, La Habana.  Expuso en la exposición '"La Caricatura Cubana" en el Miami Dade Community College, New World Center Campus, Fifth Floor Art Gallery, Miami, Florida en 1978. Notablemente en Cuba, obtuvo durante siete veces consecutivas, el primer lugar de caricatura en el Concurso anual de Periodismo Gualberto Gómez. Fue reconocido internacionalmente y obtuvo múltiples reconocimientos a ese nivel

## Arte y Política
Desde muy temprano en su vida, "Arroyito" adoptó una clara postura política en sus creaciones. Su pensamiento fue siempre de un Libertario Humanista. Vivió cinco exilios de Cuba por razones políticas, en un constante peregrinar por América pero siempre constante y fiel a su arte. Inauguró sus exilios a los 25 años de edad, en la época del presidente Gerardo Machado y estuvo en los Estados Unidos hasta el golpe de Los Sargentos. Dejó huella y obra en cinco países de América entre sus varios exilios. Fue simpatizante de la Revolución Cubana y del idearío original de Fidel Castro, sin embargo se opuso a los juicios sumarios y fusilamientos del nuevo régimen que lo motivó a dejar Cuba por quinta y última vez. A Carlos Castañeda, director del diario "El Nuevo Día" de Puerto Rico, comentó que se exilió de Cuba porque Fidel Castro "no tenía sentido del humor". Desde el nuevo suelo que lo acogió, en Puerto Rico, fue tenaz y ácido en la dura crítica plasmada en sus caricaturas políticas contra lo que ya consideraba una dictadura en su país natal. Considerado traidor a los principios de la Revolución en Cuba, se procuró abolir toda memoria de él en los medios públicos. Sin embargo, su presencia indudable en la trayectoria de su vida en Cuba lo incluye inexorablemente entre sus artistas prominentes.

## Premios
Entre los años 30 y 50 ganó el Premio Concurso Nacional Periodístico “Juan Gualberto Gómez”, de La Habana, durante siete años consecutivos.
- Datos: Q6099435